# Bedoya
Bedoya es un apellido español. Personas con el apellido Bedoya tienen o tuvieron radicación, entre otros lugares, en Cantabria, Burgos, Cuenca, Murcia, Andalucía y en León. Es un apellido toponímico de origen vasco que procede del valle de Liébana, en Cantabria.